# 도미노
도미노(dominoes, dominos)는 바둑판식 오락의 일종으로, 상아로 만든 28장의 패를 가지고 노는 서양 골패이다,  각 도미노는 직사각형 타일로, 일반적으로 도미노의 면을 두 개의 정사각형 끝으로 나누는 선이 있다. 각 끝은 여러 점으로 표시되거나 비어 있다. 한 세트에 있는 타일의 뒷면은 비어 있거나 일반적인 디자인으로 되어 있어 구별할 수 없다. 게임용 부품은 데크 또는 팩이라고도 하는 도미노 세트를 구성한다. 전통적인 유럽식 도미노 세트는 조각, 뼈, 바위, 돌, 사람, 카드 또는 그냥 도미노라고도 알려진 28개의 타일로 구성되며 0에서 6 사이의 자리 수의 모든 조합을 특징으로 한다. 도미노 세트는 카드나 주사위와 유사한 일반적인 게임 장치로, 세트를 사용하여 다양한 게임을 할 수 있다. 도미노 조각을 활용한 또 다른 형태의 오락은 도미노 넘어뜨리기 연습이다.
도미노에 대한 최초의 언급은 주밀(周密, 1232-1298)이 쓴 무림구사(武林舊事) 문헌에서 발견된 중국 송나라의 것이다. 현대 도미노는 18세기 이탈리아에서 처음 등장했지만 여러 측면에서 중국 도미노와 다르며 둘 사이의 확실한 연관성은 없다. 유럽의 도미노는 독립적으로 개발되었을 수도 있고, 중국의 이탈리아 선교사들이 이 게임을 유럽에 가져왔을 수도 있다.
"도미노"라는 이름은 베네치아 카니발 기간 동안 착용한 일종의 카니발 의상과 유사하기 때문에 유래되었을 것으로 추정한다. 종종 검은색 후드가 달린 가운과 흰색 마스크로 구성된다. "폴리오미노"라는 단어를 일반화한 것임에도 불구하고 어떤 언어에서도 "도미노"라는 단어와 숫자 2 사이에는 연관성이 없다.

## 도미노 세트의 구성
| 세트    | 타일 | 파이프 |
| ------- | ---- | ------ |
| 더블 6  | 28   | 168    |
| 더블 9  | 55   | 495    |
| 더블 12 | 91   | 1092   |
| 더블 15 | 136  | 2040   |
| 더블 18 | 190  | 3420   |

완전한 더블 식스 세트

유럽식 도미노는 전통적으로 뼈대, 은색 입술의 바다 진주조개 껍질, 상아 또는 흑단과 같은 짙은 견목재로 만들어지며 대조되는 검정색 또는 흰색 핍(상감 또는 페인트)이 있다. 일부 세트의 상단 절반 두께는 MOP, 상아 또는 뼈로 되어 있고 하단 절반은 흑단으로 되어 있다. 또, 도미노 세트는 돌(예: 대리석, 화강암 또는 동석), 기타 목재(예: 물푸레나무, 참나무, 삼나무 및 삼나무), 금속(예: 황동 또는 백랍), 세라믹 점토, 젖빛 유리 또는 크리스탈로 구성되기도 한다. 이 세트는 좀 더 참신한 외관을 갖고 있으며 무게가 무거워질수록 더욱 실감이 난다. 또한, 그러한 재료와 그 결과 제품은 일반적으로 폴리머 재료보다 훨씬 비싸다.
현대 상업용 도미노 세트는 일반적으로 ABS, 폴리스티렌 플라스틱, 베이클라이트 및 기타 페놀 수지와 같은 합성 재료로 만들어진다. 많은 세트는 상아의 모양과 느낌에 가깝지만 다른 세트는 보다 현대적인 모양을 얻기 위해 유색 또는 반투명 플라스틱을 사용한다. 최신 세트는 일반적으로 서로 다른 끝 값의 점에 대해 서로 다른 색상을 사용하여 일치하는 끝을 쉽게 찾을 수 있도록 하기 위해(한 지점에는 검은색 핍이 있을 수 있고 두 지점에는 녹색, 세 개의 빨간색 등이 있을 수 있음) 가끔 카드 놀이에 사용되는 것과 같은 카드 용지로 만든 도미노 세트를 찾을 수 있다. 이러한 세트는 가볍고 컴팩트하며 저렴하며 카드와 마찬가지로 갑작스러운 바람과 같은 사소한 방해에 더 취약하다. 타일 중앙에 금속 핀(스피너 또는 피벗이라고 함)이 있는 경우도 있다.
전통적인 도미노 세트에는 0~6개의 지점이 있는 두 끝의 가능한 조합마다 하나의 고유한 조각이 포함되어 있으며, 가장 높은 가치의 조각이 각 끝에 6개의 핍("더블 식스")을 갖기 때문에 더블 6 세트로 알려져 있다. 1부터 6까지의 반점은 일반적으로 6면체 주사위처럼 배열되지만 반점이 없는 빈 끝을 사용하기 때문에 7개의 면이 가능하여 이중 6개 세트에 28개의 고유한 조각이 가능하다.
그러나 이는 특히 4명 이상과 함께 플레이할 때 상대적으로 작은 숫자이므로 많은 도미노 세트는 더 많은 수의 지점을 포함하는 엔드를 도입하여 "확장"되며, 이는 고유한 엔드 조합 수와 조각 수를 증가시킨다. 세트가 점차 커질수록 끝의 최대 핍 수가 3씩 늘어난다. 따라서 일반적인 확장 세트는 더블-9(55타일), 더블-12(91타일), 더블-15(136타일), 더블-18(190타일)이며 이는 실제로 최대값이다. 이론적으로 더블 21(253타일)과 같은 더 큰 세트가 존재할 수 있지만 존재하지 않더라도 극히 드물게 보인다. 이는 8명의 플레이어가 있는 경우에도 대부분의 도미노 게임에 일반적으로 필요한 것보다 훨씬 더 많기 때문이다. 세트가 커질수록 각 도미노의 핍 수를 식별하는 것이 더 어려워지므로 일부 대형 도미노 세트는 핍 대신 더 읽기 쉬운 아라비아 숫자를 사용한다.

## 도미노 타일의 유니코드
2008년 4월부터 문자 인코딩 표준 유니코드에는 이중 6개 도미노 타일을 나타내는 문자가 포함된다. 완전한 도미노 세트에는 28개의 타일만 있는 반면, 유니코드 세트에는 각 끝에 다른 숫자가 있는 21개 타일의 "역전" 버전, "뒤" 이미지 및 수평 및 수직 방향으로 복제된 모든 항목이 있어 총 100개의 문자 모양이 있다. . 이러한 문자 모양을 지원하는 것으로 알려진 글꼴은 거의 없다.
| 도미노 타일(Unicode.org 차트 - PDF) |   |   |   |   |   |   |   |   |   |   |   |   |   |   |   |   |
|                                     | 0 | 1 | 2 | 3 | 4 | 5 | 6 | 7 | 8 | 9 | A | B | C | D | E | F |
| U+1F03x                             | 🀰 | 🀱 | 🀲 | 🀳 | 🀴 | 🀵 | 🀶 | 🀷 | 🀸 | 🀹 | 🀺 | 🀻 | 🀼 | 🀽 | 🀾 | 🀿 |
| U+1F04x                             | 🁀 | 🁁 | 🁂 | 🁃 | 🁄 | 🁅 | 🁆 | 🁇 | 🁈 | 🁉 | 🁊 | 🁋 | 🁌 | 🁍 | 🁎 | 🁏 |
| U+1F05x                             | 🁐 | 🁑 | 🁒 | 🁓 | 🁔 | 🁕 | 🁖 | 🁗 | 🁘 | 🁙 | 🁚 | 🁛 | 🁜 | 🁝 | 🁞 | 🁟 |
| U+1F06x                             | 🁠 | 🁡 | 🁢 | 🁣 | 🁤 | 🁥 | 🁦 | 🁧 | 🁨 | 🁩 | 🁪 | 🁫 | 🁬 | 🁭 | 🁮 | 🁯 |
| U+1F07x                             | 🁰 | 🁱 | 🁲 | 🁳 | 🁴 | 🁵 | 🁶 | 🁷 | 🁸 | 🁹 | 🁺 | 🁻 | 🁼 | 🁽 | 🁾 | 🁿 |
| U+1F08x                             | 🂀 | 🂁 | 🂂 | 🂃 | 🂄 | 🂅 | 🂆 | 🂇 | 🂈 | 🂉 | 🂊 | 🂋 | 🂌 | 🂍 | 🂎 | 🂏 |
| U+1F09x                             | 🂐 | 🂑 | 🂒 | 🂓 |   |   |   |   |   |   |   |   |   |   |   |   |
| 참고 1.유니코드 버전 6.0 기준       |   |   |   |   |   |   |   |   |   |   |   |   |   |   |   |   |

## 도미노 놀이

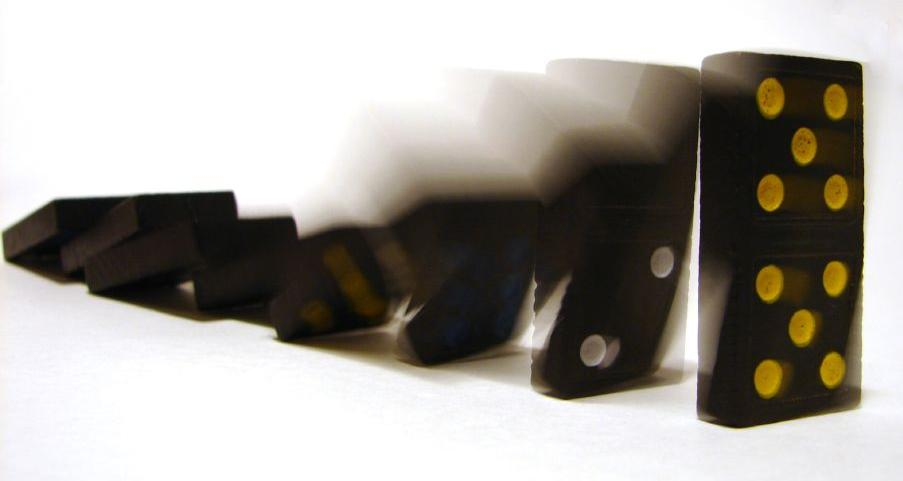
넘어지는 도미노

위의 게임에서 변형되어 도미노는 여러 직사각형의 형태를 취하고 있는 나무조각이나 장난감, 또는 굳이 나무가 아니더라도 다른 재질로 이뤄진 직사각형 조각을 줄지어 세우고 그 줄의 한쪽 끝에 서 있는 나무조각을 밀쳐 다른 조각까지 이어 넘어트리는 형식의 놀이를 일컫기도 한다. 처음에는 놀이의 형태를 취하고 있었지만, 점차 예술로 발전하고 있다. 형형색색의 도미노 조각을 세우거나, 자유롭게 돌아가는 막대가 꽂아진 돌림개를 이용하기도 한다. 또 캔이나 종이컵으로 도미노와 도미노 사이를 잇기도 하며, 도미노 조각을 탑처럼 높게 쌓아 도미노 줄의 사이에 설치하기도 한다. 이외에도 작은 계단 소품을 놓고 계단 한 칸마다 도미노를 세우거나 작은 구슬을 놓는 등의 응용 방법도 있다.

## 경쟁
도미노는 포커와 마찬가지로 전문가 수준에서 플레이된다. 전 세계적으로 아마추어 도미노 선수들로 구성된 수많은 조직과 클럽이 존재한다. 일부 조직에서는 국제 대회를 조직한다. 영국의 ACDL(Anglo Caribbean Dominoes League)에는 브릭스턴 이모털스(Brixton Immortals)를 포함해 40개 이상의 클럽이 포함되어 있다.

## 역사적인 도미노 대회
- 플로리다주 타이터스빌의 이름을 정한 헨리 T. 타이터스 대령과 클라크 라이스 대위.

## 같이 보기
- 도미노 이론
- 테트리스
- 골드버그